# Bras-Panon
Bras-Panon és un municipi de l'illa de la Reunió. L'any 2007 tenia 12.216 habitants. Al seu territori es troba el trou de Fer, impressionant depressió geològica.

## Demografia
| 1967                                       | 1974  | 1981  | 1990  | 1999  | 2007   |
| ------------------------------------------ | ----- | ----- | ----- | ----- | ------ |
| 5.533                                      | 5.941 | 6.945 | 8.455 | 9.683 | 11.216 |
| Des de 1962: població sense dobles comptes |       |       |       |       |        |

## Administració
| Període   | Identitat          | Partit |
| --------- | ------------------ | ------ |
| 1942-1959 | Roger Vidot        |        |
| 1959-1995 | Paul Moreau        |        |
| 1995-2001 | Jean-Marie Foudrin |        |
| 2001-     | Daniel Gonthier    |        |